# Косырев-Нестеров, Михаил Михайлович
Михаи́л Миха́йлович Ко́сырев-Не́стеров (род. 21 ноября 1963 года) — российский кинорежиссёр, продюсер, сценарист, актёр.

## Биография
Михаил Косырев-Нестеров родился в 1963 г. Москве. В 1991 г. с отличием окончил ВГИК им. С. А. Герасимова (маст. И. В. Таланкина). За время обучения получал именную стипендию им. С. М. Эйзенштейна.
Однокурсниками по мастерской являлись Б. Худойназаров, Ф. Бондарчук, А. Баширов, Н. Викторов.
Фильмы Михаила Косырева-Нестерова участвовали в программах крупнейших кинофестивалей класса «А» — таких как Московский МКФ, кинофестиваль в Токио, кинофестиваль в ГОА (Индия), завоевывали награды в Австрии, США, Китае, Франции, Колумбии, Италии, Германии, Великобритании, Гватемале, Индии, Бельгии, Испании и множестве других стран.
Уже его первая студенческая работа короткометражный фильм «Видение отроку Михаилу» привлекла внимание — в Монреале фильм получил два приза «За лучший фильм» и «Лучшую фантазию», был включен Дирекцией фестиваля во «Всемирную программу студенческих фильмов», показан в Лондоне, Римини, Берлине и множестве др. фестивалей.
Его дипломной работой стал фильм «Тропа», основанный на древних китайских и послевоенных авангардных японских стихах. Фильм демонстрировался на Кинофоруме в Суздале и в российской программе дебютов ММКФ (1995 г.), с успехом участвовал в программе МКФ в Калькутте.
После значительного перерыва выступил в качестве режиссёра, продюсера и сценариста в своем дебюте — художественном фильме «Океан» (2008 г.) — который на момент создания явился первым за последнюю четверть века совместным кинопроектом России и Кубы. Мировая премьера фильма состоялась в 2008 году на Международном кинофестивале в Токио. Всего фильм участвовал в 25 международных кинофестивалях и неоднократно награждался.
Вторая картина «Поездка к матери» (2014 г.), снятая во Франции с участием обладательницы Золотой пальмовой ветви Каннского кинофестиваля Адель Экзаркопулос в главной роли, участвовала в 45 мировых фестивалях и удостоена 14 наград. Мировая премьера состоялась в 2014 году на 45-м Международном кинофестивале в Гоа (Индия).
Третий фильм «Grand Cancan» (2020 г.) о закулисной жизни артистов театра оперетты стал фестивальным хитом. За 2020—2023 годы фильм участвовал в 98 мировых кинофестивалях и завоевал 81 награду. Мировая премьера состоялась в 2020 году в США в конкурсной программе Phoenix Film Festival.
Также Михаил Косырев-Нестеров выступал как продюсер документальных фильмов, в частности режиссёра Алексея Вахрушева («Время таяния снов», «Птицы Наукана»), Вадима Цаликова («Прощай, Асуан», «Отставной учитель»), отмеченных наградами на российских и международных кинофестивалях. Всего же документальные фильмы, спродюсированные Косыревым-Нестеровым, получили более 50 наград.
В течение многих лет Косырев-Нестеров находился в Индии, где в качестве режиссёра снял несколько документальных фильмов («Ассам — река времени», «Сикким — сердце Гималаев» и др.), в том числе полнометражный «Намаскаар», финансируемый Правительством Индии.
В 1998—1999 продюсер программ о кино Зарубежного вещания НТВ.
В 2001 году — продюсер восстановления знаменитого фантастического фильма «Через тернии к звездам. Новая версия» (реж. Ричард и Николай Викторовы).
В 2003 г. в качестве исполнительного продюсера фильма «Старухи» (Реж. Г.Сидоров, Фонд поддержки кино).
В 2005 г. — продюсер фильма «Чайка» (реж. Маргарита Терехова).
В 2006 г. — один из Программных директоров фестиваля русской кинофантастики в США (возглавляемая им Студия «М»-Фильм" совместно с американской компанией «Seagull Films», киноконцерном «Мосфильм», Госфильмофондом РФ, Линкольн-центром и «American Cinematheque»).
В 2007 г. — член жюри Продюсеров Кинофестиваля «Киношок».
В 2009 г. — провёл мастер-классы по режиссуре в Джакарте и Джокьякарте по приглашению Jakarta Institute of Arts, Fakultas film dan televisi (Индонезия).
В 2014 г. — Председатель жюри 14-го Пхеньянского международного кинофестиваля.
В 2024 г. — член жюри основного конкурса XVII Чебоксарского международного кинофестиваля.
Член Гильдии кинорежиссёров России.

## Фильмография

### В качестве продюсера
| Год  | Название                                                                    | Режиссёр                 | Жанр           | Примечание                                                      |
| ---- | --------------------------------------------------------------------------- | ------------------------ | -------------- | --------------------------------------------------------------- |
| 2020 | «Grand Cancan»                                                              | реж. М. Косырев-Нестеров | художественный |                                                                 |
| 2015 | «Голос. За кадром»                                                          | реж. Н. Викторов         | документальный |                                                                 |
| 2014 | «Поездка к матери»                                                          | реж. М. Косырев-Нестеров | художественный | совместно Россия— Франция                                       |
| 2014 | «Восемь страстно любящих женщин». Фильм первый и второй «Верочка и Ниночка» | реж. Н. Сухорукова       | документальный | о легендарных актрисах Московского Академического Театра Сатиры |
| 2012 | «Восемь страстно любящих женщин». Фильм первый и второй «Верочка и Ниночка» | реж. Н. Сухорукова       | документальный | о легендарных актрисах Московского Академического Театра Сатиры |
| 2011 | «Раз жена, два жена. Дагестанские истории»                                  | реж. Н. Сухорукова       | документальный |                                                                 |
| 2011 | «Офлонский роман»                                                           | реж. В. Цаликов          | документальный |                                                                 |
| 2009 | «Беслан. Надежда»                                                           | реж. В. Цаликов          | документальный |                                                                 |
| 2008 | «Океан»                                                                     | реж. М. Косырев-Нестеров | художественный | совместно Россия— Куба                                          |
| 2006 | «Отставной учитель»                                                         | реж. В. Цаликов          | документальный |                                                                 |
| 2005 | «Батюшка-байкер»                                                            | реж. Н. Викторов         | документальный |                                                                 |
| 2005 | «Пять дней Вячеслава Самодурова»                                            | реж. М. Косырев-Нестеров | документальный |                                                                 |
| 2004 | «Индия: вчера, сегодня, завтра»                                             | реж. В. Цаликов          | документальный |                                                                 |
| 2004 | «Чайка»                                                                     | реж. М. Терехова         | художественный |                                                                 |
| 2003 | «Сферы Виктора Митрошина»                                                   | реж. В. Цаликов          | документальный |                                                                 |
| 2001 | «Через тернии к звёздам. Новая версия»                                      | реж. Н. Викторов         | художественный | Новая версия классического фильма 1980 года.                    |
| 2001 | «Остров»                                                                    | реж. А. Вахрушев         | документальный |                                                                 |
| 2001 | «Прощай, Асуан»                                                             | реж. В. Цаликов          | документальный |                                                                 |
| 2001 | «Чугунка»                                                                   | реж. А. Вульфов          | документальный |                                                                 |
| 2000 | «Намаскаар»                                                                 | реж. М. Косырев-Нестеров | документальный |                                                                 |
| 1996 | «Птицы Наукана»                                                             | реж. А. Вахрушев         | документальный |                                                                 |
| 1995 | «Тропа»                                                                     | реж. М. Косырев-Нестеров | художественный |                                                                 |

### В качестве сценариста
| Год  | Название                        | Режиссёр                 | Жанр           |
| ---- | ------------------------------- | ------------------------ | -------------- |
| 2020 | «Grand Cancan»                  | реж. М. Косырев-Нестеров | художественный |
| 2014 | «Поездка к матери»              | реж. М. Косырев-Нестеров | художественный |
| 2008 | «Океан»                         | реж. М. Косырев-Нестеров | художественный |
| 2004 | «Индия: вчера, сегодня, завтра» | реж. В. Цаликов          | документальный |
| 1995 | «Тропа»                         | реж. М. Косырев-Нестеров | художественный |

### В качестве режиссёра
| Год  | Название                         | Жанр           | Примечания               |
| ---- | -------------------------------- | -------------- | ------------------------ |
| 2020 | «Grand Cancan»                   | художественный |                          |
| 2014 | «Поездка к матери»               | художественный | совместно Россия-Франци  |
| 2008 | «Океан»                          | художественный | совместно с ИКАИК (Куба) |
| 2005 | «Пять дней Вячеслава Самодурова» | документальный |                          |
| 2000 | «Намаскаар»                      | документальный |                          |
| 1995 | «Тропа»                          | художественный | диплом                   |

### В качестве актёра
- 2012 «Фантом». 8-серийный телефильм, режиссёр Н. Викторов. Роль — Льюис, Агент службы внутренней безопасности ЦРУ.[10]